# Поленца
Полѐнца (на италиански: Pollenza) е градче и община в Централна Италия, провинция Мачерата, регион Марке. Разположено е на 341 m надморска височина. Населението на общината е 6617 души (към 2010 г.).